# The Edge

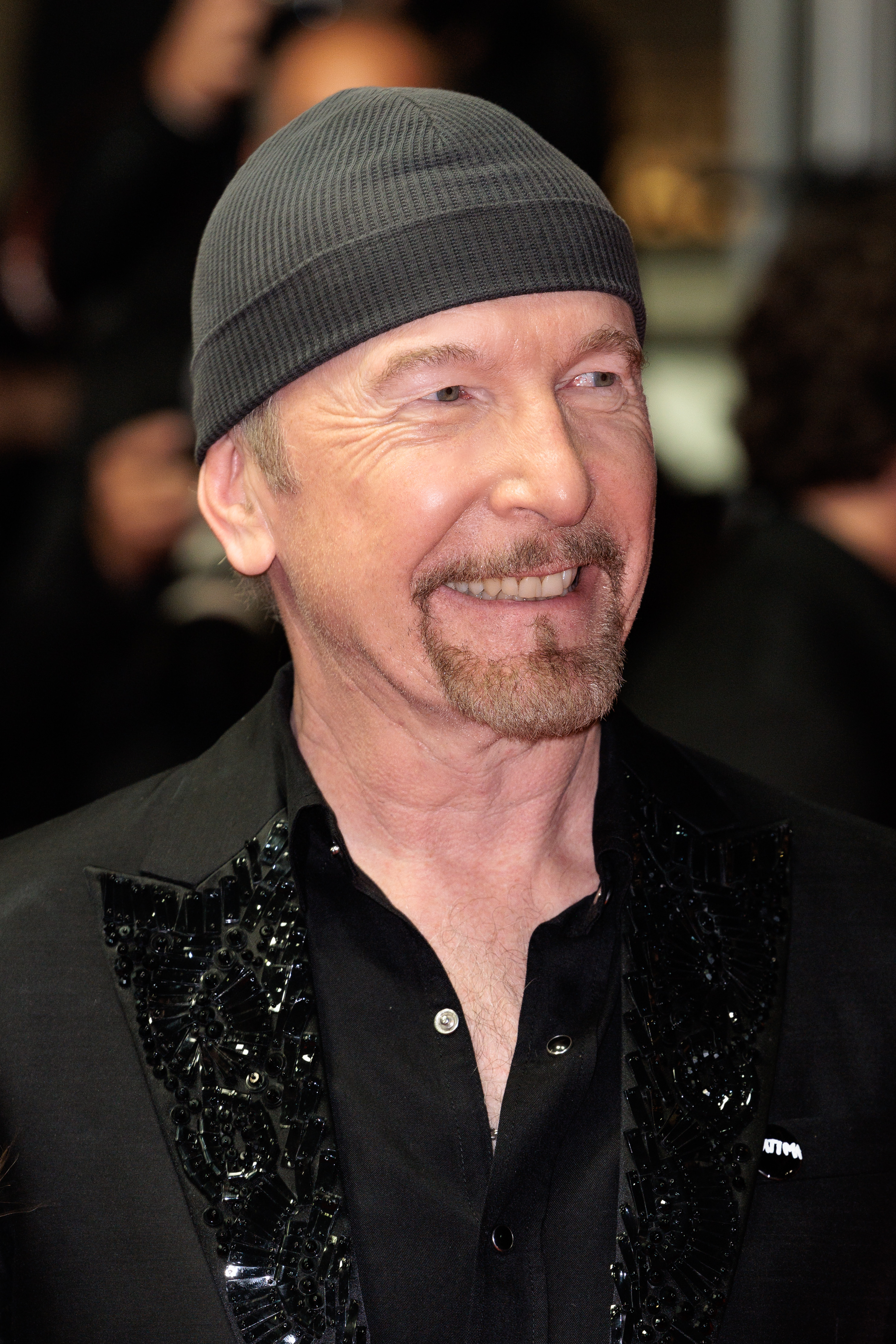
The Edge (2025)

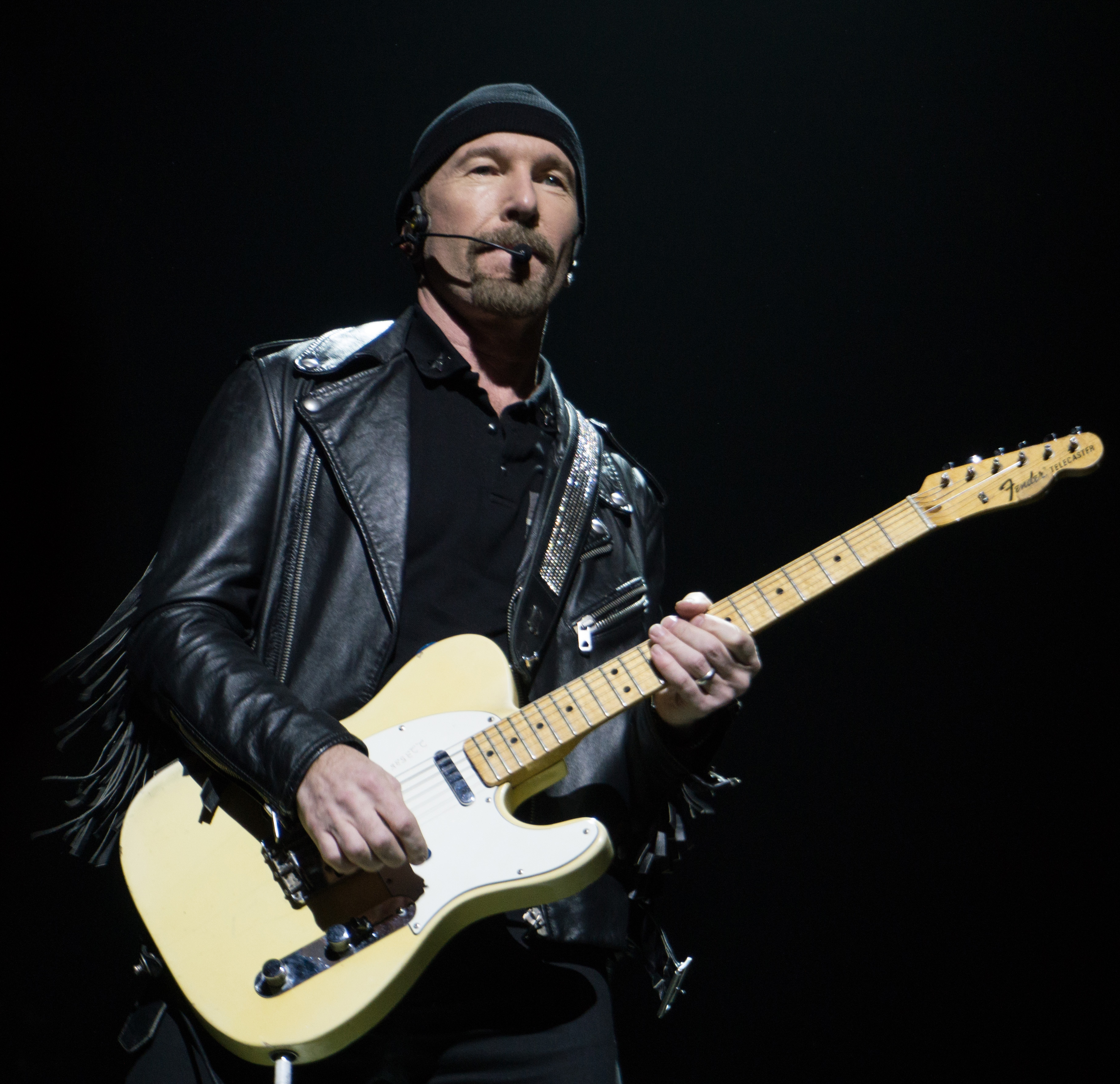
The Edge in Belfast (2015)

David Howell Evans (* 8. August 1961 in Barking, London), besser bekannt unter seinem Spitznamen The Edge, ist Gitarrist der irischen Band U2.
Sein Gitarrenspiel ist ein Markenzeichen der Musik von U2 und zeichnet sich durch Einsatz von Effektgeräten aus, beispielsweise rhythmische Delay-Effekte.

## Leben
Als Evans ein Jahr alt war, zog seine Familie von London nach Dublin. 1983 heiratete er Aislinn O’Sullivan, mit der er drei Töchter hat. 1990 trennten sie sich, konnten aber wegen der restriktiven Gesetze erst 1996 geschieden werden. Im Juni 2002 heiratete er Morleigh Steinberg, die als Tänzerin während U2s ZOO TV-Tour 1992 aufgetreten war. Mit ihr bekam er eine weitere Tochter und einen Sohn.
Politisch engagierte sich der Gitarrist als Unterstützer der Bürgerinitiative Ireland for Europe 2009 für die Zustimmung Irlands zum Vertrag von Lissabon.
Die irische Staatsbürgerschaft erhielt Evans am 23. Juni 2025 und damit rund 62 Jahre nach seiner Übersiedlung nach Irland. Zuvor besaß er ausschließlich die britische Staatsbürgerschaft.

## Musik

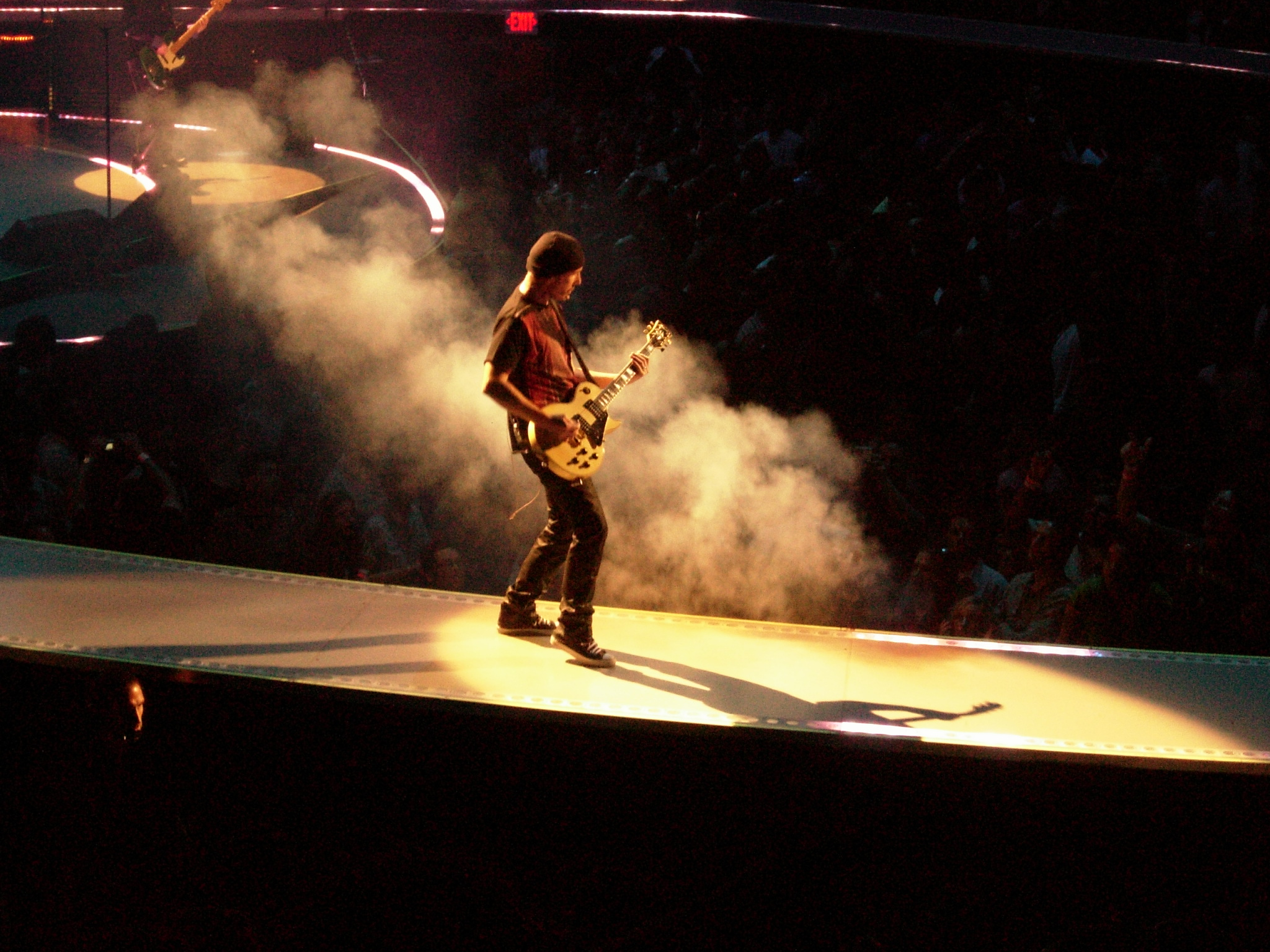
The Edge bei einem U2-Konzert (2005)

In der High-School nahm Evans Klavier- und Gitarren-Unterricht. Er trat oft zusammen mit seinem Bruder Dik auf; zusammen mit ihm baute er auch eine E-Gitarre. 1976 meldeten sich die beiden auf einen Aushang von Larry Mullen junior, der Musiker suchte, um eine Rockband zu gründen. Diese Band wechselte mehrfach ihren Namen, 1978 stieg Evans’ Bruder Dik wieder aus; kurz darauf nahm die Band ihren endgültigen Namen U2 an. Damals bekam Evans auch von Bono seinen Namen „The Edge“ (Englisch „der Rand, die Kante“). Für diesen Namen gibt es zwei mögliche Begründungen; Bono behauptet, der Name rühre daher, dass Evans einen besonders scharfen Verstand habe. In Fankreisen hält sich jedoch die Meinung, dass diese Bezeichnung eher auf The Edges scharf geschnittene Gesichtszüge anspielt.
Evans entwickelte einen eigenen Gitarrenklang mit Echo-Effekten, der zu einem Markenzeichen von U2 wurde. Opulente Soli spielt er selten.
Durch seine Arbeit bei U2 spielte er schon zusammen mit anderen bekannten Musikern wie Johnny Cash, B. B. King, Green Day und Tina Turner. In vielen Songs der Band U2 übernimmt er auch Backing Vocals (Beautiful Day, Zooropa, Lemon) oder, wie in Stuck In A Moment You Can’t Get Out Of Teile des Lead-Gesangs. In drei weiteren (Seconds, Van Diemen’s Land, Numb) übernimmt Evans den Lead-Gesang komplett. Der Song Numb wurde auch als Single veröffentlicht. Gelegentlich spielt Evans für U2 auch Keyboard (New Year’s Day, Running To Stand Still, Original Of The Species, Moment of Surrender).
Der Rolling Stone listete The Edge 2015 gemeinsam mit Bono auf Rang 35 der 100 größten Songwriter aller Zeiten.

## Einflüsse
The Edge nannte auch Tom Verlaine – Gitarrist der Band Television, John McGeoch – Gitarrist der Band Siouxsie and the Banshees, Rory Gallagher, und Patti Smith als persönliche Einflüsse.

## Sonstiges
Im Jahr 2008 erschien die Dokumentation/Rockumentary It Might Get Loud, die sich der Geschichte der E-Gitarre widmet und die drei Gitarristen The Edge, Jack White (The White Stripes, The Raconteurs und The Dead Weather) und Jimmy Page (The Yardbirds und Led Zeppelin) porträtiert. In deutschen Kinos war der Film ab dem 27. August 2009 zu sehen.
Am 26. Juni 2010 trat er zusammen mit der britischen Rockband Muse beim Glastonbury Festival auf, wo sie gemeinsam den U2-Song Where the Streets Have No Name spielten.
Am 8. Mai 2022 gaben The Edge und Bono ein kurzes Konzert in einem Luftschutzraum in der ukrainischen Hauptstadt Kiew, bei dem sie „With or Without You“, „Desire“, „Angel of Harlem“, „Vertigo“ und Ben E. Kings „Stand By Me“ spielten. Bei „Stand By Me“ holten sie sich Unterstützung von Taras Topolia, dem Sänger von der ukrainischen Band Antytila.

## Diskografie

### Singles
| Jahr | Titel Album                                         | Höchstplatzierung, Gesamtwochen, AuszeichnungChartplatzierungen (Jahr, Titel, Album, Platzierungen, Wochen, Auszeichnungen, Anmerkungen) | Höchstplatzierung, Gesamtwochen, AuszeichnungChartplatzierungen (Jahr, Titel, Album, Platzierungen, Wochen, Auszeichnungen, Anmerkungen) | Höchstplatzierung, Gesamtwochen, AuszeichnungChartplatzierungen (Jahr, Titel, Album, Platzierungen, Wochen, Auszeichnungen, Anmerkungen) | Höchstplatzierung, Gesamtwochen, AuszeichnungChartplatzierungen (Jahr, Titel, Album, Platzierungen, Wochen, Auszeichnungen, Anmerkungen) | Höchstplatzierung, Gesamtwochen, AuszeichnungChartplatzierungen (Jahr, Titel, Album, Platzierungen, Wochen, Auszeichnungen, Anmerkungen) | Anmerkungen                                                            |
| Jahr | Titel Album                                         | DE | AT | CH | UK | US | Anmerkungen                                                            |
| ---- | --------------------------------------------------- | --- | --- | --- | --- | --- | ---------------------------------------------------------------------- |
| 1986 | Heroine Captive (O.S.T.)                            | — | — | — | UK89 (3 Wo.)UK | — | Erstveröffentlichung: September 1986 feat. Sinéad O’Connor             |
| 2010 | Stranded (Haiti Mon Amour) Hope for Haiti Now       | — | AT10 (2 Wo.)AT | — | UK41 (2 Wo.)UK | US16 (2 Wo.)US | Erstveröffentlichung: Januar 2010 mit Rihanna, Jay-Z & Bono            |
| 2011 | Rise Above 1 Spider-Man: Turn Off the Dark (O.S.T.) | — | — | — | — | US74 (1 Wo.)US | Erstveröffentlichung: Mai 2011 Reeve Carney feat. Bono & The Edge      |
| 2021 | We Are the People –                                 | DE15 (9 Wo.)DE | AT28 Gold · (9 Wo.)AT | CH14 (13 Wo.)CH | — | — | Erstveröffentlichung: 13. Mai 2021 Martin Garrix feat. The Edge & Bono |

## Auszeichnung
- Golden Globe für Mandela – Der lange Weg zur Freiheit, verliehen am 12. Januar 2014